# Leichtathletik-Europameisterschaften 1990/Weitsprung der Frauen

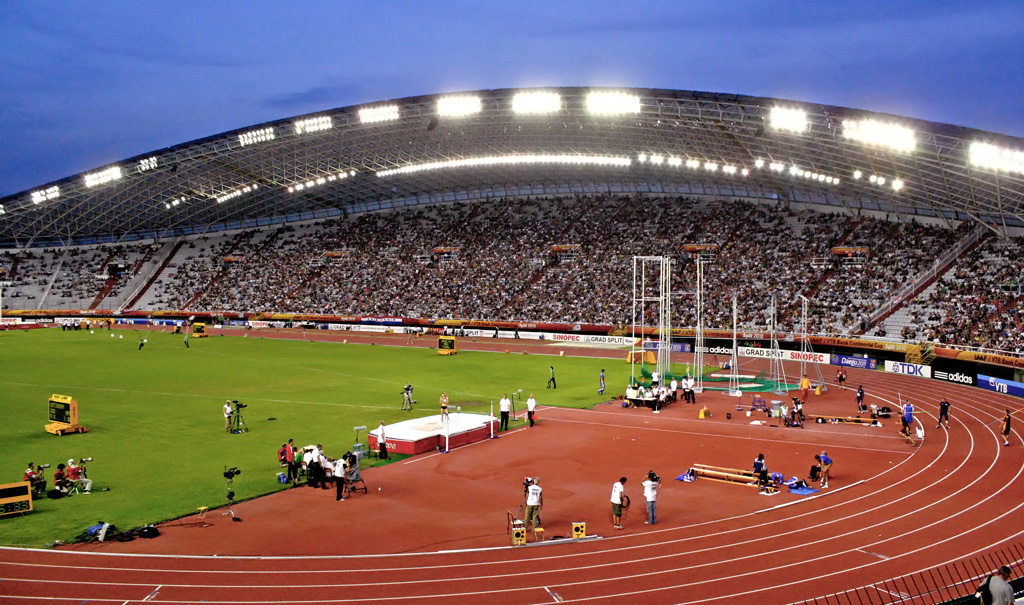
Das Stadion Poljud von Split im Jahr 2010

Der Weitsprung der Frauen bei den Leichtathletik-Europameisterschaften 1990 wurde am 27. und 28. August 1990 im Stadion Poljud in Split ausgetragen.
In diesem Wettbewerb errangen die Weitspringerinnen aus der DDR mit Gold und Bronze zwei Medaillen. Europameisterin wurde die Titelverteidigerin, Weltmeisterin von 1983, WM-Dritte von 1987 und Olympiazweite von 1988 Heike Drechsler, die auch als Sprinterin bereits zahlreiche Erfolge aufzuweisen hatte und hier zwei Tage später Vizeeuropameisterin über 200 Meter wurde.
Den zweiten Rang belegte die Rumänin Marieta Ilcu.
Helga Radtke wiederholte ihren dritten Platz der Europameisterschaften 1986.

## Rekorde

### Bestehende Rekorde
| Weltrekord           | 7,52 m | Galina Tschistjakowa | Leningrad (heute St. Petersburg), Sowjetunion (heute Russland) | 11. Juni 1988   |
| Europarekord         | 7,52 m | Galina Tschistjakowa | Leningrad (heute St. Petersburg), Sowjetunion (heute Russland) | 11. Juni 1988   |
| Meisterschaftsrekord | 7,27 m | Heike Drechsler      | EM Stuttgart, BR Deutschland                                   | 27. August 1986 |

### Rekordverbesserung
Europameisterin Heike Drechsler aus der DDR verbesserte ihren eigenen EM-Rekord im Finale am 29. August um drei Zentimeter auf 7,30 m. Zum Welt- und Europarekord fehlten ihr zwölf Zentimeter.

## Windbedingungen
In den folgenden Ergebnisübersichten sind die Windbedingungen zu den jeweils besten Sprüngen benannt. Der erlaubte Grenzwert liegt bei zwei Metern pro Sekunde. Bei stärkerer Windunterstützung wird die Weite für den Wettkampf gewertet, findet jedoch keinen Eingang in Rekord- und Bestenlisten.

## Legende
| CR | Championshiprekord |

## Qualifikation
27. August 1990
Siebzehn Wettbewerberinnen traten in zwei Gruppen zur Qualifikationsrunde an. Sieben von ihnen (hellblau unterlegt) übertrafen die Qualifikationsweite für den direkten Finaleinzug von 6,60 m. Damit war die Mindestzahl von zwölf Finalteilnehmerinnen nicht erreicht. Das Finalfeld wurde mit den fünf nächstplatzierten Sportlerinnen (hellgrün unterlegt) auf zwölf Springerinnen aufgefüllt. So reichten für die Finalteilnahme schließlich 6,35 m.

### Gruppe A
| Platz | Name                | Nation         | Weite (m) | Wind (m/s) |
| ----- | ------------------- | -------------- | --------- | ---------- |
| 1     | Heike Drechsler     | DDR            | 6,92      | +0,9       |
| 2     | Marieta Ilcu        | Rumänien       | 6,83      | ±0,0       |
| 3     | Ringa Ropo-Junnila  | Finnland       | 6,76      | +1,0       |
| 4     | Fiona May           | Großbritannien | 6,69      | ±0,0       |
| 5     | Inessa Krawez       | Sowjetunion    | 6,55      | −0,1       |
| 6     | Renata Nielsen      | Dänemark       | 6,35      | −0,1       |
| 7     | Ana Isabel Oliveira | Portugal       | 6,23      | ±0,0       |
| 8     | Silvija Babić       | Jugoslawien    | 6,23      | ±0,0       |

### Gruppe B
| Platz | Name               | Nation         | Weite (m) | Wind (m/s) |
| ----- | ------------------ | -------------- | --------- | ---------- |
| 1     | Laryssa Bereschna  | Sowjetunion    | 6,91      | −0,3       |
| 2     | Helga Radtke       | DDR            | 6,74      | +0,2       |
| 3     | Valentina Uccheddu | Italien        | 6,61      | ±0,0       |
| 4     | Iolanda Tschen     | Sowjetunion    | 6,46      | +0,3       |
| 5     | Tamara Malesev     | Jugoslawien    | 6,43      | ±0,0       |
| 6     | Sandrine Hennart   | Belgien        | 6,39      | ±0,0       |
| 7     | Stefanie Hühn      | BR Deutschland | 6,31      | +0,8       |
| 8     | Mary Berkeley      | Großbritannien | 6,27      | ±0,0       |
| 9     | Vera Bregu         | Albanien       | 6,02      | +0,3       |

## Finale

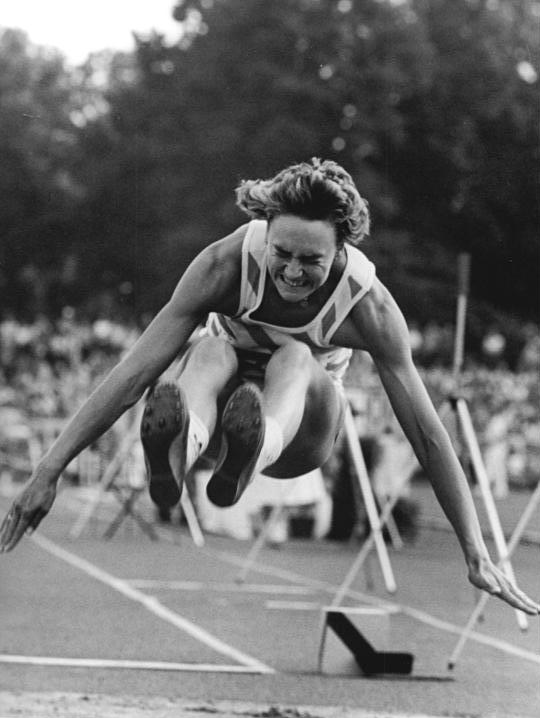
Die Gewinnerin zahlreicher olympischer und WM-Medaillen Heike Drechsler verteidigte souverän ihren Titel und setzte ihre Erfolge auch später weiter fort

28. August 1990
| Platz | Name               | Nation         | Weite (m) | Wind (m/s) |
| ----- | ------------------ | -------------- | --------- | ---------- |
| 1     | Heike Drechsler    | DDR            | 7,30 CR   | +0,6       |
| 2     | Marieta Ilcu       | Rumänien       | 7,02000   | +0,5       |
| 3     | Helga Radtke       | DDR            | 6,94000   | +0,5       |
| 4     | Laryssa Bereschna  | Sowjetunion    | 6,93000   | +1,7       |
| 5     | Iolanda Tschen     | Sowjetunion    | 6,90000   | +0,8       |
| 6     | Inessa Krawez      | Sowjetunion    | 6,85000   | +1,3       |
| 7     | Fiona May          | Großbritannien | 6,77000   | +1,3       |
| 8     | Ringa Ropo-Junnila | Finnland       | 6,76000   | +0,6       |
| 9     | Valentina Uccheddu | Italien        | 6,58000   | −0,4       |
| 10    | Tamara Malesev     | Jugoslawien    | 6,50000   | +0,1       |
| 11    | Renata Nielsen     | Dänemark       | 6,35000   | −1,5       |
| 12    | Sandrine Hennart   | Belgien        | 6,27000   | ±0,0       |

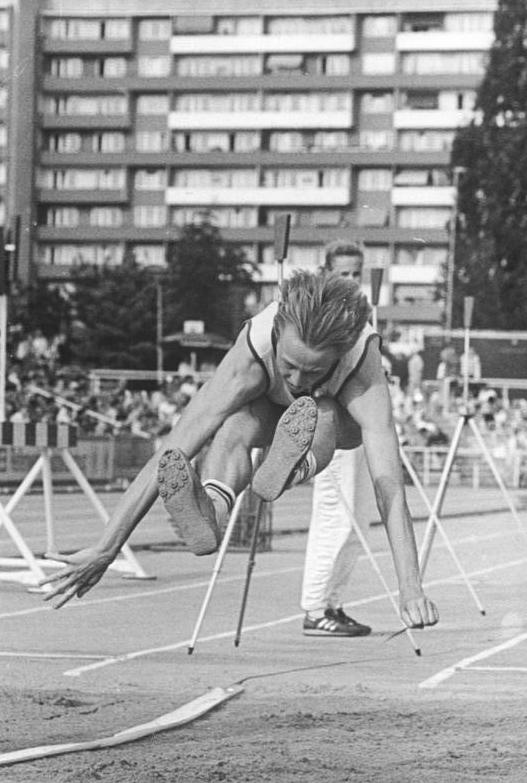
Helga Radtke errang wie schon vier Jahre zuvor die Bronzemedaille
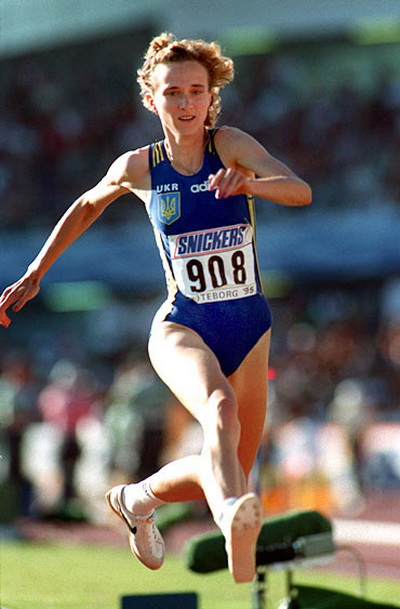
Inessa Krawez – später vor allem im Dreisprung sehr erfolgreich  – kam auf den sechsten Platz
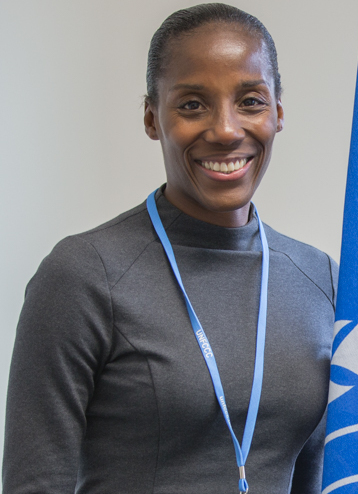
Fiona May (hier im Jahr 2016) belegte Rang sieben

## Videolink
- 2844 European Track & Field 1990 Long Jump Women Heike Drechsler, www.youtube.com, abgerufen am 29. Dezember 2022
- 1990 Split Heike Drechsler 7.30, www.youtube.com, abgerufen am 29. Dezember 2022
- 2845 European Track & Field 1990 Long Jump Women Iolanda Chen, www.youtube.com, abgerufen am 29. Dezember 2022